# إل جي جي4
إل جي جي 4 هو هاتف ذكي من إل جي إلكترونيكس يعمل بنظام أندرويد، تم طرحه في الأسواق في 29 أبريل 2015.

## الخصائص
يأتي الجهاز بمعالج سداسي النواة ( 1.8 ) من شركة كوالكوم سناب دراجون ويأتي بمعالج 808، ويأتي أيضاً بكاميرا خلفية بدقة 16 ميجا بيكسل مع فتحة عدسة F1.8 وبكاميرا أمامية بدقة 8 ميجا بيكسل، ويأتي بشاشة بنوع " IPS Quantum display " وهو نوع جديد من الشاشات يميزه عرض الألوان بمستوى أكثر واقعية منذ قبل، ويأتي بدقة ال2k وبكثافة " 538 " بيكسل في كل انش، ويأتي بنسختين البلاستيك والجلد الطبيعي، ويتوفر من البلاستيك ثلاثة ألوان فقط وهما الرصاصي الفاتح والذهبي الإمع والأبيض السيراميكي، والألوان التي متوفرة في نسخة الجلد في الشرق الأوسط هما ثلاث وهما البني والأحمر والأسود.
ويأتي الهاتف بنظام أندرويد المصاصة " 5.1 " وسوف يصله لاحقاً نظام أندرويد إم ومن أبرز منافسيه Samsung Galaxy note 4 و Iphone 6 plus .
الأجهزة الفرعية المنبسقة من هذا الجهاز: LG G4 STYLUS - LG G4C - LG G4S وبعض الإشاعات تقول أن هناك نسخة قادمة تحمل اسم LG G4 PRO
الواجهة: واجهة المستخدم هي " LG UI 4.0 " وهي واجهة محسنة من النسخة السابقة للجهاز الماضي " LG G3 " وتتميز الواجهة بالبساطة الشديدة وعدم التعقيدات التي نواجهها أحياناً في الأجهزة الأخيرة.
تاريخ الإعلان: 28 من أبريل عام 2015
تاريخ الإصدار: 29 من أبريل في بعض الدول، وفي الشرق الأوسط الأسبوع الأول من شهر يونيو 2015
- نظام التشغيل: أندرويد
- الوزن: 155 غ (5.5 أونصة)
- المعالج: 1.8 جيجا هرتز
- التخزين: 32 جيجابايت

## وصلات خارجية
- الموقع الإلكتروني